# El protegit
El protegit (títol original: Unbreakable) és una pel·lícula estatunidenca de l'any 2000 del gènere thriller i superherois escrita i dirigida per M. Night Shyamalan i protagonitzada per Bruce Willis i Samuel L. Jackson.

## Sinopsi
La pel·lícula comença amb un flashback, en el qual es mostra el naixement de Elijah Price, un bebè afroamericà; el doctor nota una raresa en el nounat, i és que té osteogénesis imperfecta, conegut comunament com a, "ossos de cristall".
David Dunn (Bruce Willis) és un guàrdia de seguretat de poc més de 40 anys que viu separat del món, trist i sense motivació a la vida. Es troba profundament distanciat de la seva dona (Robin Wright), que sospita que l'enganya amb una altra, i del seu fill petit (Spencer Treat Clark), al que coneix menys del que li agradaria. Un dia, viatjant en un tren creuant Filadèlfia, ocorre un accident: el tren descarrila i els vagons acaben destrossats, aixafats i escampats en trossos a diversos quilòmetres a la rodona. Més tard, es fa pública una sorprenent notícia: només una persona ha sobreviscut a aquest succés, i per algun motiu desconegut, no té la més mínima ferida. Aquesta persona no és una altra que David.
Elijah (Samuel L. Jackson) sofreix una perillosa malaltia que provoca que s'afebleixin els seus ossos i articulacions, fent que el seu esquelet sigui extremadament fràgil i lleugerament deforme. Havent passat un terç de la seva vida en llits d'hospitals, Elijah es va fixar en els còmics de superherois i va fer d'ells la seva passió. Aquesta passió li va portar a creure en un equilibri universal basat en ells. La teoria de Elijah és que, si al món hi ha una persona tan fràgil i dèbil com ell, també deu haver-hi una altra que sigui diametralment oposada: forta, sana i poderosa, algú que hagi estat enviat sense saber-ho per protegir els qui li envolten. Creient fermament en això, Elijah ha seguit les notícies de nombroses catàstrofes esperant sentir una descripció semblant d'algú, i finalment ha succeït: aquesta persona podria ser David.

## Repartiment
- Bruce Willis - David Dunn
- Samuel L. Jackson - Elijah Price
- Robin Wright - Audrey Dunn
- Spencer Treat Clark - Joseph Dunn
- Charlayne Woodard - Senyora Price
- Eamonn Walker - Doctor Mathison
- M. Night Shyamalan - Traficant de drogues

## Comentaris
- Aquesta pel·lícula va ser ideada en un primer moment com una trilogia, titulant-se les seves seqüeles, Breakable (Rompible) i Broken (Trencat). La segona es va estrenar finalment en 2016 amb el títol "Split". En el comentari de la pel·lícula que ofereix el director en el DVD, ell mateix declara estar escrivint una pel·lícula basada en un còmic amb tres parts (El naixement del superheroi, les seves peripècies lluitant contra el mal, i finalment el gran combat contra el seu major enemic). Finalment va trobar molt més interessant la part del naixement que la resta. Al setembre de 2010, Shyamalan va revelar que el segon antagonista planificat per a la primera pel·lícula es va traslladar a la seqüela planejada, però aquest personatge ara s'ha utilitzat per a una propera pel·lícula que serà pròximament escrita i produïda.

- Cameo del director M. Night Shyamalan. Apareix caracteritzat com un assistent a l'estadi on treballa el personatge de Bruce Willis i és, precisament, revisat pel seu personatge per haver-hi sospites que trafica amb drogues.

- La pel·lícula està rodada en un sentit que imita les vinyetes d'un còmic, ja que sovint els personatges i les seves escenes es veuen emmarcats per elements poligonals com a marcs o parets. Alguns exemples són l'escena inicial amb els seients del tren, les portes i finestres de la galeria d'art de Elijah (Jackson) i l'escena en què David (Willis) registra la part superior del seu armari per inspeccionar la seva pistola. Per al personatge de "Glass" (Mister Cristall) el director fa en diverses ocasions un reflex en elements reflectants com a miralls o pantalles de televisió.

- La majoria d'"enemics" o personatges importants que David (Willis) coneix en la pel·lícula es caracteritzen per portar una peça de color cridaner que ressalta en les "visions" del protagonista, que tenen menys color. Eljiah (Jackson) destaca per la seva camisa porpra, mentre que el personatge de Shyamalan destaca per la blava. En el gran vestíbul, David "detectarà" a tres delinqüents de vermell, verd i groc, i al final seguirà a un més sanguinari que la resta, que vesteix de taronja. Com a curiositat, la banda sonora de James Newton Howard dedica una cançó a aquest personatge, titulada "The Orange Man".

## Seqüela
En la seqüela del protegit, Split (2017), ens presenten a "La bèstia", que serà l'enemic que Dunn haurà de caçar en la tercera pel·lícula de la sèrie, Glass, amb estrena prevista per a gener de 2019.